# Micryletta inornata
Micryletta inornata е вид земноводно от семейство Microhylidae.

## Разпространение
Видът е разпространен във Виетнам, Индия (Андамански острови), Индонезия (Суматра), Камбоджа, Китай, Лаос, Малайзия (Западна Малайзия) и Тайланд.